# Celmisia semicordata
Celmisia semicordata is een soort uit de composietenfamilie (Asteraceae). De plant komt voor op het Zuidereiland in Nieuw-Zeeland, waar deze te vinden is in sub-alpiene tot laag-alpiene regio's tussen 600 en 1400 meter. De plant groeit te midden van bergvegetatie zoals dichte pollen gras (snow-tussock grasslands), kruiden en alpien struikgewas.
Er zijn drie ondersoorten:
- Celmisia semicordata subsp. stricta
- Celmisia semicordata subsp. aurigens
- Celmisia semicordata subsp. semicordata

De eerste ondersoort komt alleen voor in de bergen van het westelijke deel van de regio Otago en in de aangrenzende regio Southland tot aan de Takitimu Range. De tweede ondersoort komt voor in de centrale en oostelijke delen van Otago. Verder bevinden er zich ook afgelegen populaties in Zuidoost-Otago en in de Garvie Mountains in Southland.  